# Świątynia Miłosierdzia i Miłości w Płocku

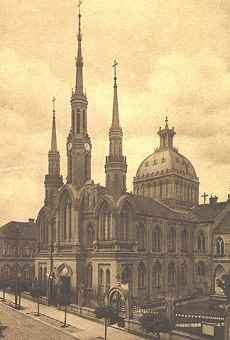
Fasada z lat 20. XX w

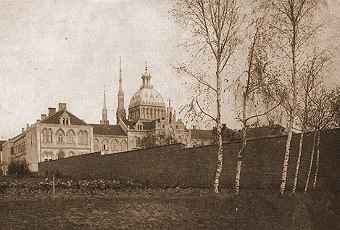
Świątynia od strony Wisły w 1914

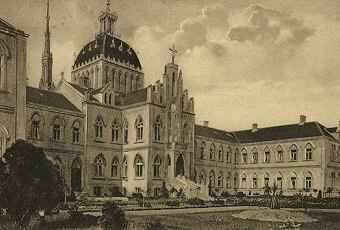
Tyły klasztoru w 1914

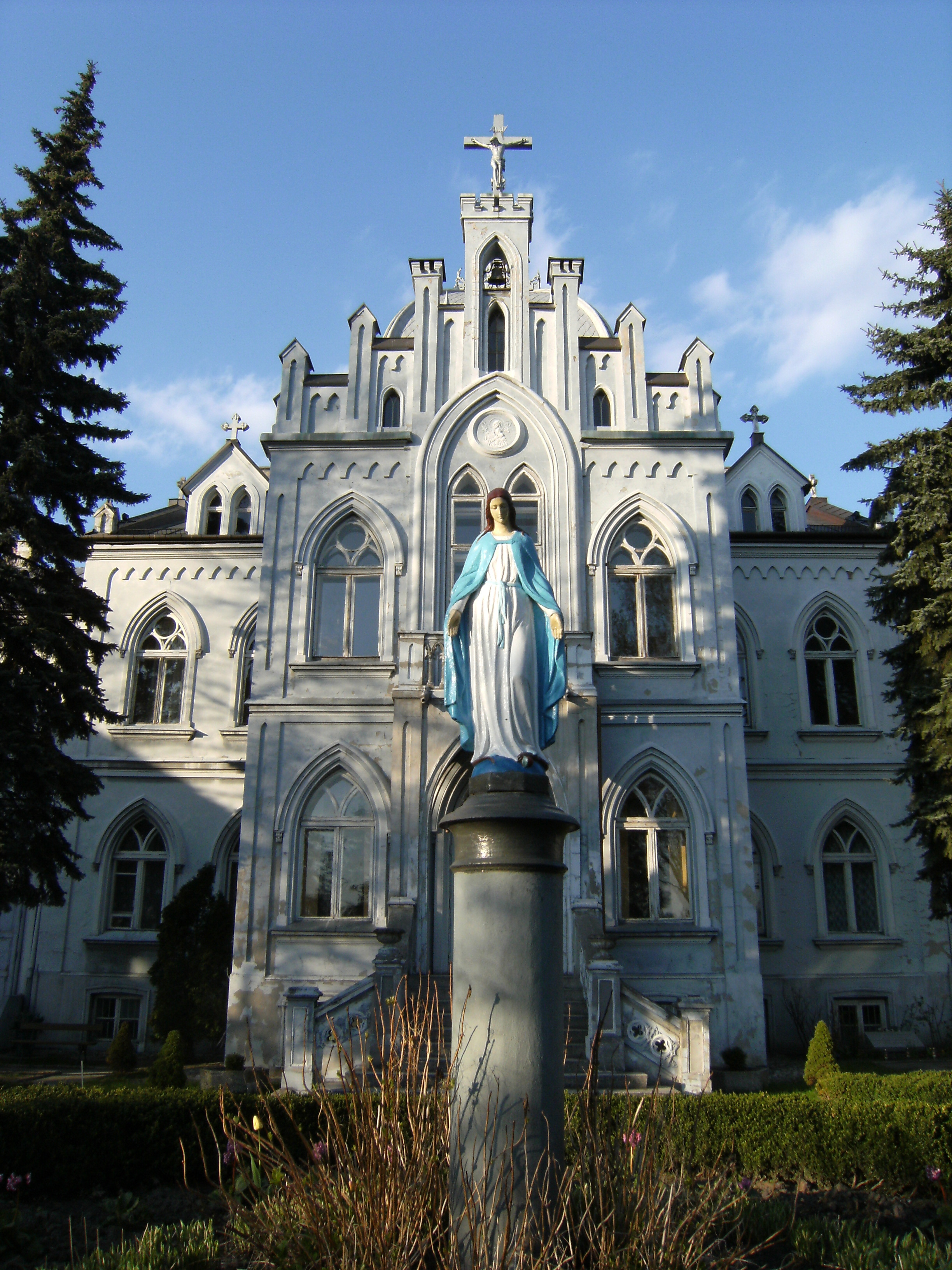
Świątynia od strony ogrodu

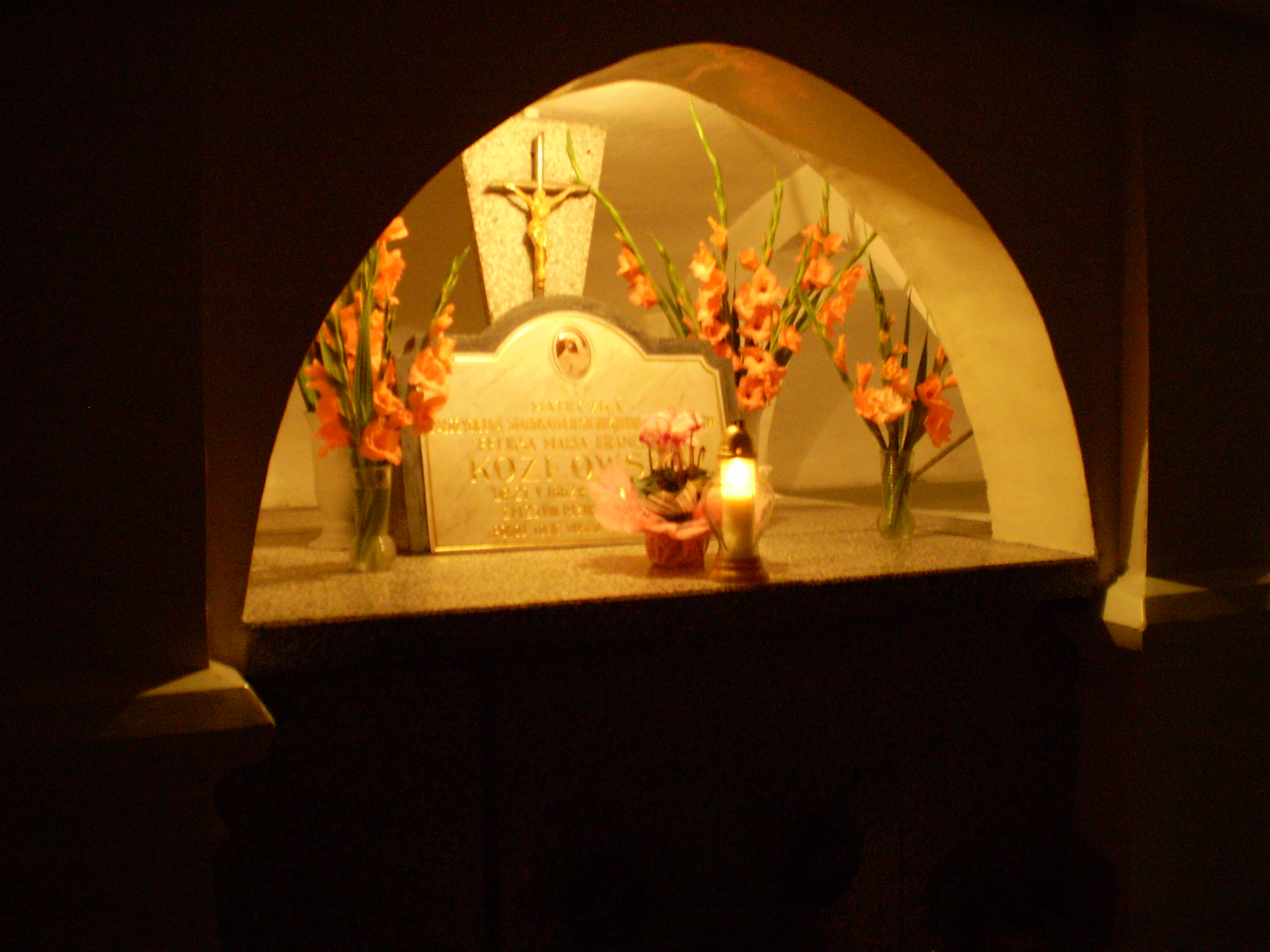
Nagrobek Mateczki w podziemiach

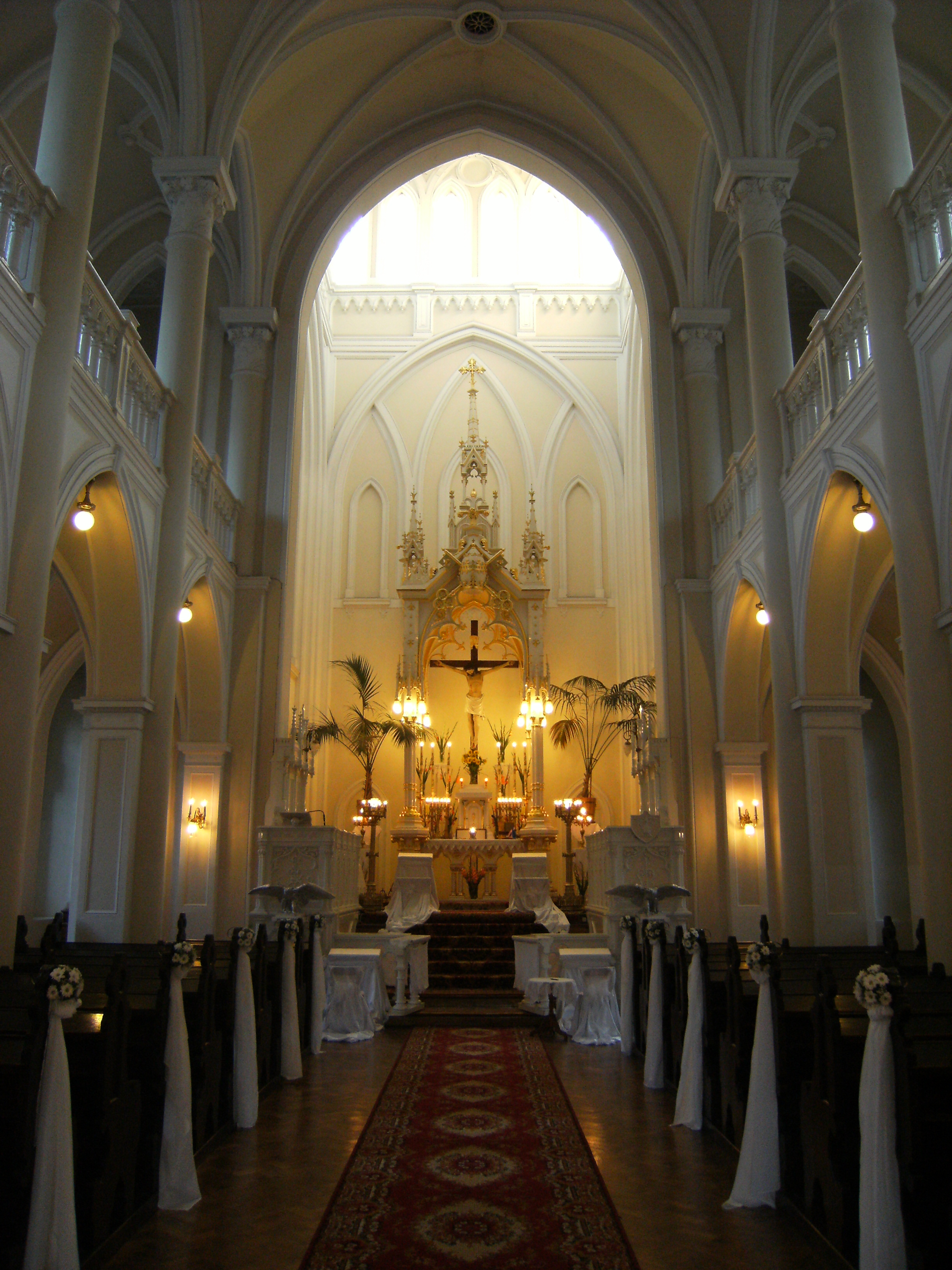
Nawa główna

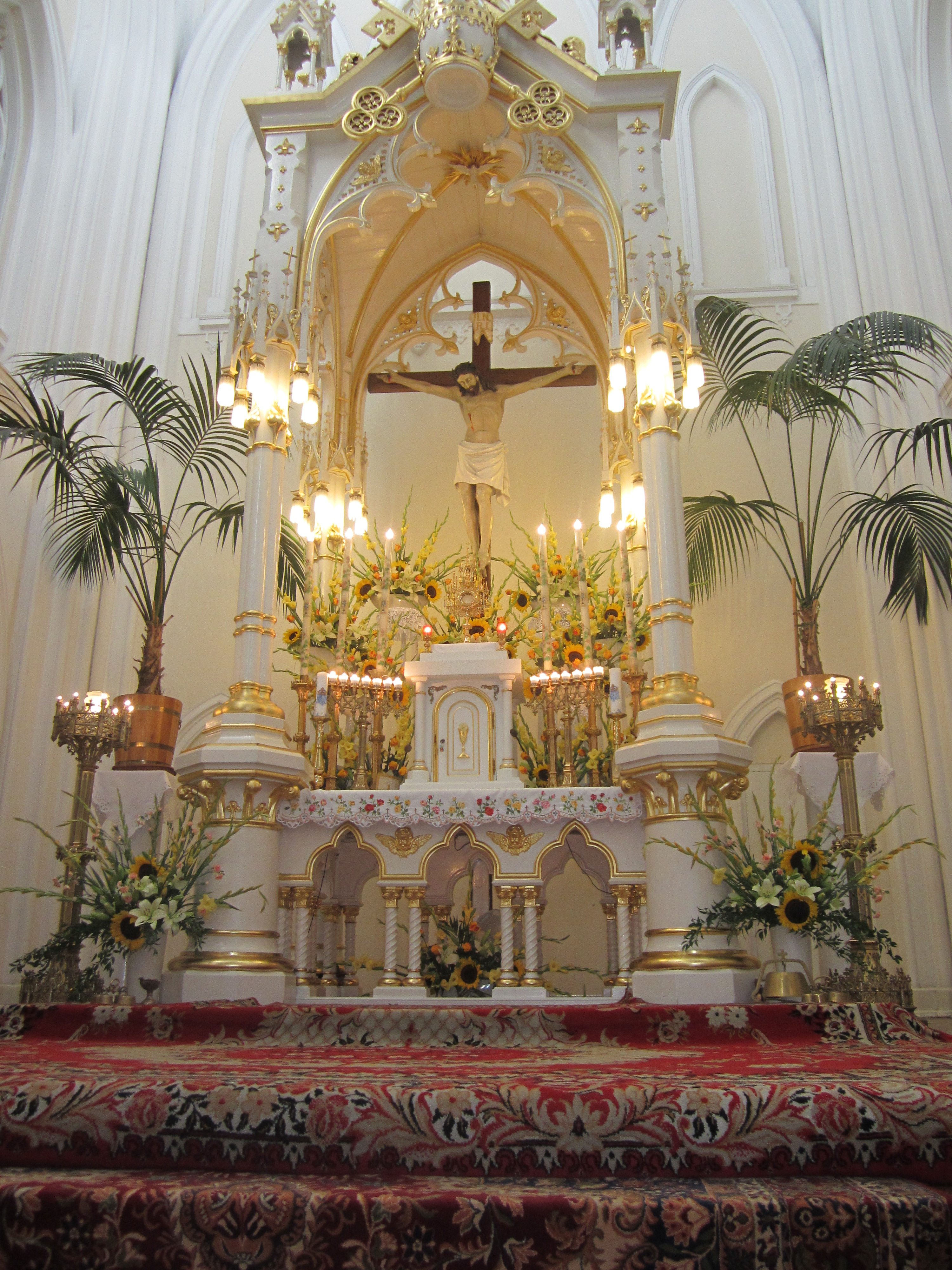
Ołtarz w Świątyni

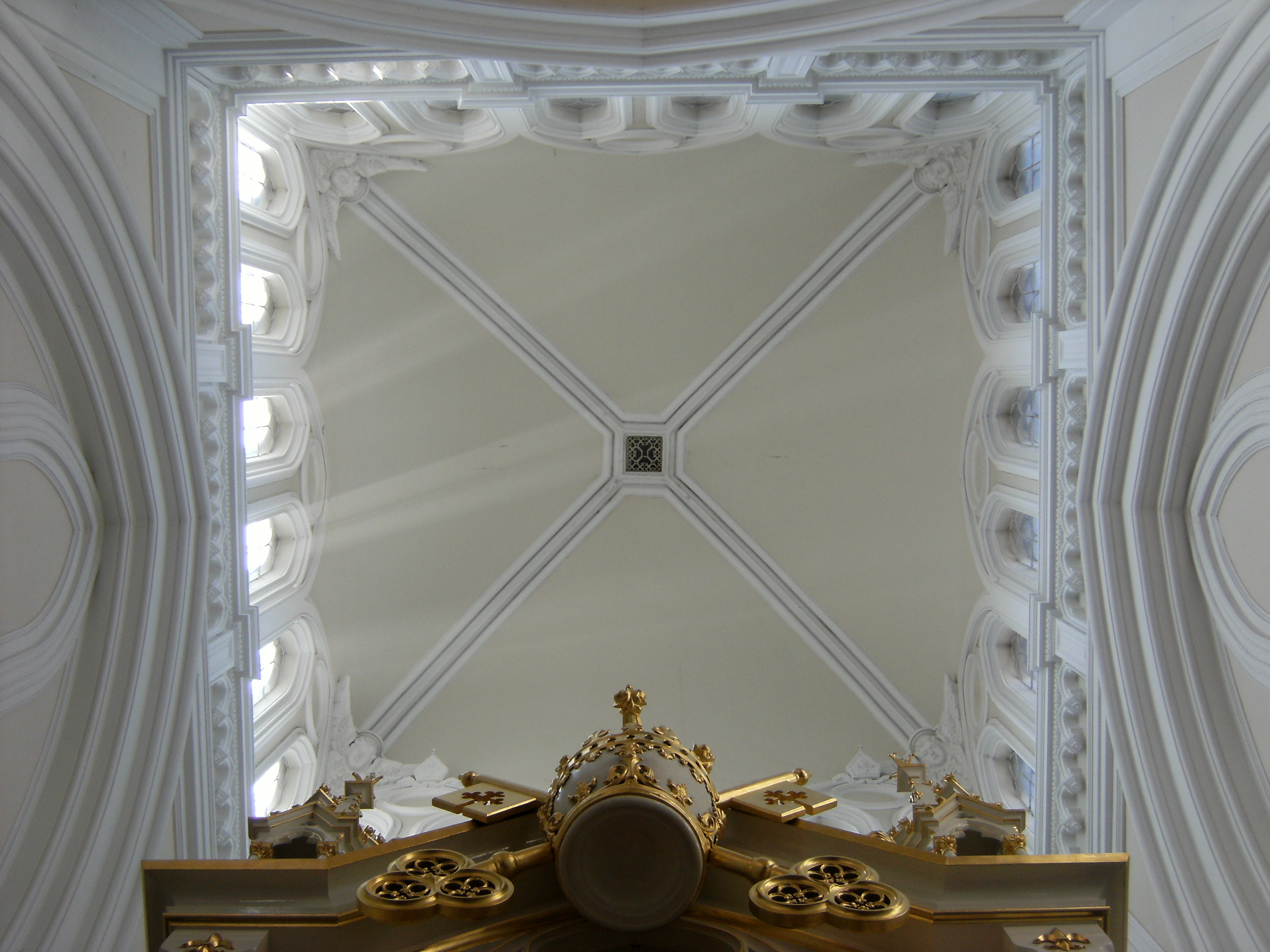
Wnętrze kopuły

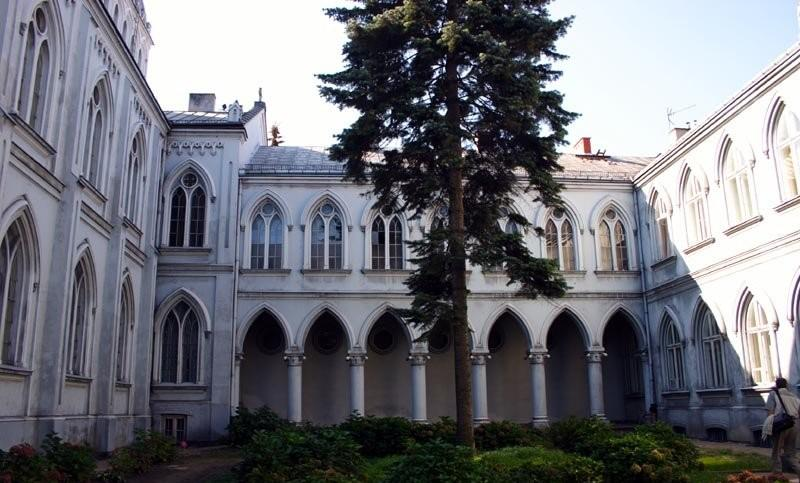
Krużganki klasztorne

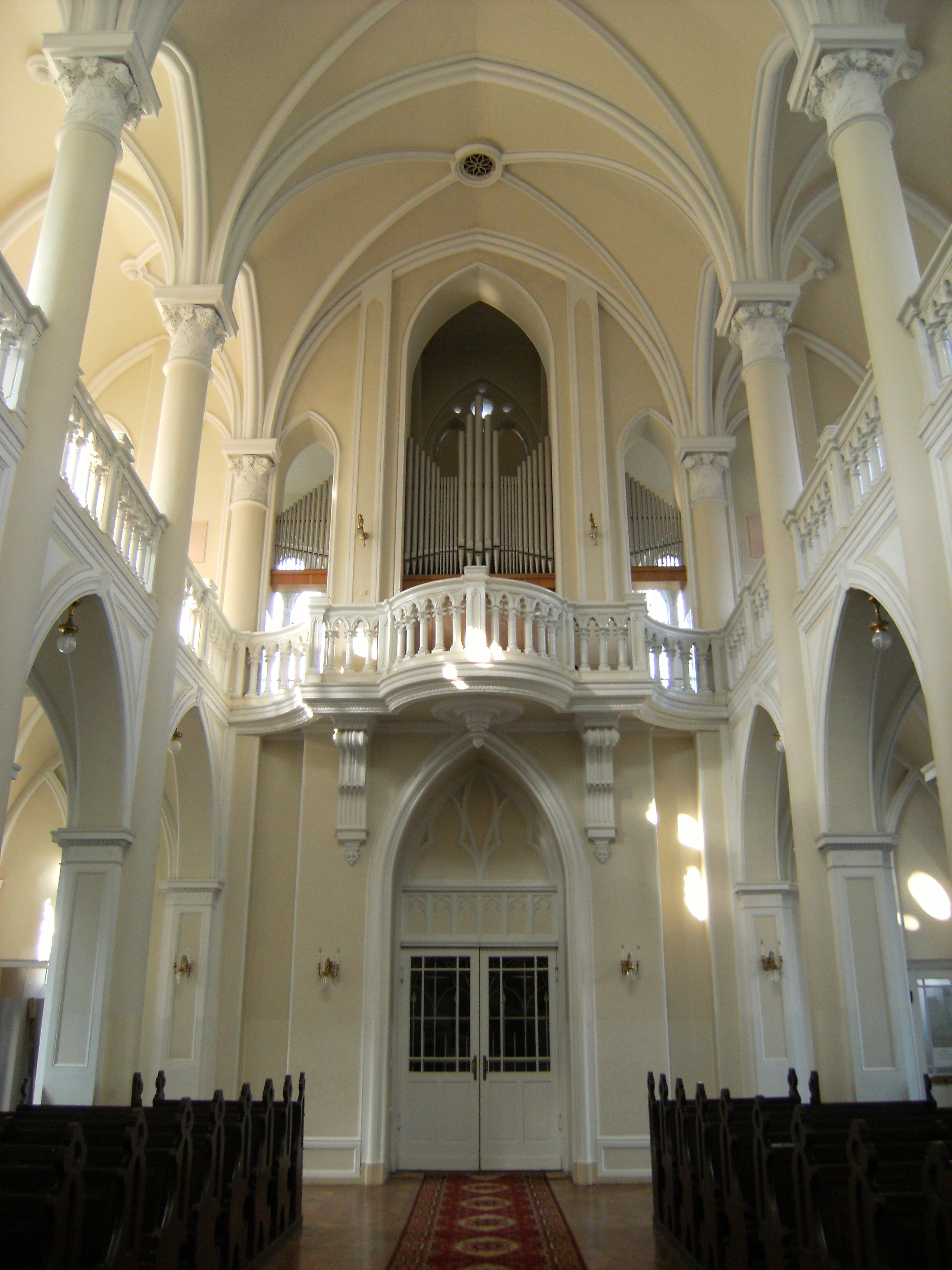
Chór muzyczny

Świątynia Miłosierdzia i Miłości w Płocku – katedra mariawicka wybudowana z inicjatywy Marii Franciszki Kozłowskiej w latach 1911–1914. Poza kościołem w skład kompleksu budynków wchodzi także klasztor – siedziba władz Kościoła Starokatolickiego Mariawitów. Świątynię i klasztor wzniesiono na planie litery E i F (E jak Eucharystia i F jak Franciszka – imię założycielki).

## Nazwa
Katedra mariawicka w Płocku początkowo nosiła nazwę Nieustającej Adoracji Ubłagania. Od 15 sierpnia 1918 nazywa się Świątynią Miłosierdzia i Miłości – w myśl słów, które tego dnia podczas porannej mszy miała usłyszeć w duszy bł. Maria Franciszka: 

„Sam Pan Jezus poświęcił ją słowem Swoim mówiąc: To jest Świątynia Miłosierdzia i Miłości” (Dz. W. M. str. 80)

 Mariawici nazywają ją często potocznie Świątynią lub katedrą, bowiem jest to jedyna mariawicka katedra w całej Polsce i najważniejsza świątynia Kościoła Starokatolickiego Mariawitów (kościołom mariawickim w Łodzi i Wiśniewie oraz w Paryżu a dawniej w Budapeszcie – mimo że pełnią (lub pełniły) funkcje głównych świątyń diecezjalnych – nie nadano tytułu katedry).

## Lokalizacja
Świątynię i klasztor wzniesiono na posesji przy ul. Dobrzyńskiej 27 (obecnie ul. Kazimierza Wielkiego 27) zakupionej przez Marię Franciszkę Kozłowską w 1902 na potrzeby Zgromadzenia Sióstr Mariawitek. Istniejący tam dworek – siedziba Zgromadzenia – częściowo został włączony w nowy kompleks budynków.
Katedra położona jest w centrum Płocka, na skarpie ok. 400 metrów od brzegu Wisły. Wokół obiektu znajduje się ogród oraz rozległy park. Za Świątynię Miłosierdzia i Miłości uważa się nie tylko budynek kościelny, ale i przyległe do niego zabudowania klasztorne, kurialne i seminaryjne, częściowo zamieszkane przez osoby świeckie.

## Historia
27 maja 1911 odbyło się poświęcenie fundamentów pod budowę Świątyni i klasztoru, puszkę z aktem erekcyjnym zamurowano pod fundamentami prawej wieży. Ceremonia ta zgromadziła przeszło 50 kapłanów, około 100 sióstr zakonnych i blisko 10 tysięcy wiernych z całej Polski. W czasie uroczystości zebrano z dobrowolnych ofiar kwotę 800 rubli.
Budową kierował abp Jan Maria Michał Kowalski przy pomocy duchownych mariawickich posiadających wykształcenie politechniczne: Klemensa Marii Filipa Feldmana, Wacława Marii Bartłomieja Przysieckiego i Feliksa Marii Mateusza Korwin-Szymanowskiego. Wszystkie szczegóły budowy uzgadniano z Marią Franciszką Kozłowską, która przestrzegała, by na budowę świątyni nie wpłynął ani jeden grosz nieuczciwie zdobyty. Przy klasztorze, na polecenie Mateczki, urządzono ogrody: warzywny i kwiatowy.
Katedra wznoszona była głównie z pieniężnych ofiar i wysiłkiem wiernych. Co dwa tygodnie kilkadziesiąt osób przybywało do pomocy w budowie z odległych parafii mariawickich, natomiast z parafii leżących bliżej Płocka dostarczano bezpłatnie produkty żywnościowe.
Budowę ukończono latem 1914, mimo wybuchu wojny 15 sierpnia tegoż roku odbyło się uroczyste jej poświęcenie. Na uroczystość tę przybyło wiele kompanii ludu mariawickiego. Z reguły szły one pieszo, bowiem komunikacja zajęta była do celów wojskowych. Konsekracji dokonał bp Jan Maria Michał Kowalski w asyście biskupów i licznie zgromadzonych kapłanów mariawickich. W konsekrowanej świątyni odbyły się pierwsze święcenia kapłańskie diakonów. Po zakończeniu budowy kapłan Paweł Maria Dominik Skolimowski zauważył, że od strony ulicy cały kompleks układa się w literę F, co dla mariawitów ma wymowę symboliczną, bowiem F to pierwsza litera imienia Założycielki mariawityzmu – Feliksy Kozłowskiej.
Z uwagi na trwające działania wojenne, z inicjatywy założycielki utworzono w jednym ze skrzydeł gmachu klasztornego szpital na sto łóżek dla rannych, posiadający salę opatrunkową, operacyjną, sześć sal dla rannych i pięć sal jednoosobowych. Personel lekarski i pielęgniarski stanowili siostry i bracia zakonni. Pożywienie dostarczano z kuchni szpitalnej prowadzonej przez siostry. Dla ubogich z miasta, niezależnie od wyznania i narodowości, wydawano bezpłatnie sto obiadów dziennie. Wszystko to finansowane było z dochodów otrzymywanych z pracowni i warsztatów klasztornych. Kiedy w 1915 front walki przesunął się z ziem polskich na wschód, zlikwidowano w klasztorze wojenny szpital dla rannych. W jego miejsce założono bezpłatne przedszkole i szkołę podstawową prowadzone przez siostry mariawitki dla dzieci różnych wyznań i narodowości. W dwa lata później w 1917 założono internat dla 120 dzieci.
Sporządzonym notarialnie testamentem Feliksa Kozłowska zapisała na rzecz ojca Jana Marii Michała Kowalskiego zapisane dotąd na nią nieruchomości w Płocku, Felicjanowie i Woli Cyrusowej. Wówczas Starokatolicki Kościół Mariawitów nie posiadał osobowości prawnej, a więc nie mógł być właścicielem nieruchomości. Wszystkie one były zapisywane na proboszczów, chociaż stanowiły własność Kościoła. Stąd też Mateczka uczyniła spadkobiercą zapisanych na nią nieruchomości, w tym Świątyni w Płocku, biskupa Jana Kowalskiego, wyraźnie jednakże obciążając zapisem na rzecz wszystkich parafii mariawickich. Ta niezgodność między zapisem w testamencie a faktycznym posiadaniem pod tytułem właściciela nieruchomości w Płocku została usunięta dopiero w trybie orzeczenia sądowego o zasiedzeniu z 1969. Podczas rozłamu, kapituła generalna z 29 stycznia 1935 wezwała arcybiskupa Kowalskiego do zrzeczenia się tytułu własności do wszystkich nieruchomości zapisanych w testamencie Założycielki na jego nazwisko. Ojciec Jan Maria Michał Kowalski zrzekł się urzędów kościelnych i praw własności do Świątyni Miłosierdzia i Miłości w Płocku, po interwencji płockiego oddziału urzędu wojewódzkiego w Warszawie.
W latach dwudziestych na wieżach Świątyni zamontowano zegar i 12 dzwonów, które co godzinę wygrywały melodie pieśni eucharystycznych. Po II wojnie światowej, w 1947, dzwony zostały zdjęte, gdyż ich ciężar mógłby spowodować zawalenie się wieży. W 1932 wymieniono ławki w świątyni na solidniejsze i ozdobniejsze.
W okresie niemieckiej okupacji podczas II wojny światowej Świątynia cały czas była czynna, odprawiano nabożeństwa i utrzymywana była całodzienna adoracja Przenajświętszego Sakramentu. Klasztor płocki został zajęty przez hitlerowskie władze okupacyjne. Niemcy wysiedlili około dwustu jego mieszkańców, część poprzez obóz Soldau (KL) w Działdowie do Generalnego Gubernatorstwa, część natomiast do miasta bez przydziału mieszkań. W Świątyni pozostało 2 biskupów, 3 kapłanów, 2 kleryków i kilkanaście sióstr zakonnych oraz świeckich osób pracujących w przyklasztornej piekarni. W katedrze okupanci planowali urządzić kino. Zniszczono bogatą bibliotekę kościelną, wywieziono do Niemiec cenne aparaty kościelne oraz maszyny i urządzenia z drukarni oraz introligatorni. Niemcy zrzucili figury Golgoty, umieszczone na środkowej części budynku od strony ogrodu, po wojnie odrestaurowano jedynie krzyż z figurą Chrystusa. Okupanci nakazali zlikwidowanie grobów w katakumbach, trumna i szczątki Mateczki zostały potajemnie zabezpieczone przed wywiezieniem na cmentarz, a w latach pięćdziesiątych umieszczono je ponownie w zrekonstruowanym grobie. Sama katedra nie uległa dewastacji, chociaż Niemcy trzykrotnie próbowali odebrać klucze, bo zamierzali przerobić kościół na salę teatralną. Po wojnie, około 1950, zmieniono pokrycie dachu Świątyni – zdjęto dachówkę, a założono blachę. Później pomalowano katedrę wewnątrz.
W 1962 Ministerstwo Kultury i Sztuki zaliczyło świątynię i klasztor do zabytków architektonicznych. W latach 1966–1968 przeprowadzony był remont, w ramach którego wyremontowano wieże i kopułę, pokryto dach blachą cynkową, pomalowano wnętrze, odnowiono konfesję zawierającą wiele elementów pozłacanych, założono instalację radiofoniczną. 7 maja 1969 Kościół Starokatolicki Mariawitów uzyskał prawo własności do nieruchomości położonej w Płocku przy ul. Wieczorka 27 (obecnie ul. Kazimierza Wielkiego). W 1970 z inicjatywy ówczesnego Biskupa Naczelnego – Wacława Marii Innocentego Gołębiowskiego zamontowano w świątyni jedenastogłosowe organy. Organy wykonała firma Kamiński z Warszawy.
W latach 1992–1993 prowadzono prace remontowe na dachu świątyni i wieżach oraz pomalowano ją w środku i na zewnątrz. Niesolidne wykonanie tych prac spowodowało w krótkim czasie konieczność podjęcia ponownie generalnego remontu. Ostatnie, bardzo rozległe prace remontowe miały miejsce latem 2002. W 2003, w okresie letnim, kontynuowany był remont wież i wymiana pokrycia dachowego. Podjęte zostały też inne niezbędne prace remontowe. W związku z wysokimi kosztami prowadzonych prac, które służą zabezpieczeniu wspólnego mariawickiego dobra, jakim jest Świątynia Miłosierdzia i Miłości w Płocku, Biskup Naczelny Zdzisław Maria Włodzimierz Jaworski zwrócił się z prośbą do wszystkich wyznawców o wsparcie finansowe.
W 2025 roku rozpoczęły się prace związane z odnowieniem elewacji całego kompleksu klasztornego. Dotychczasowo pozyskane środki pozwoliły na odświeżenie części środkowej budynku od ogrodu, a także kompleksowy remont znajdujących się tam schodów.

## Architektura
Gmach płockiej Świątyni wraz z dwoma przyległymi budynkami klasztornymi został zbudowany na planie litery E, od pierwszej litery wyrazu Eucharystia. W obiekt włączono pomieszczenia dworku, wcześniejszego domu zakonnego Zgromadzenia Sióstr Mariawitek.
Sam kościół jest trójnawową bazyliką zbudowaną na planie prostokąta z wyższą nawą środkową. W prezbiterium znajduje się centralnie usytuowany ołtarz zbudowany w kształcie konfesji, ograniczony z dwóch stron gotyckimi stallami, a z trzeciej strony balaskami. Prezbiterium zwieńczone jest czworoboczną kopułą z licznymi gotyckimi świetlikami, dającymi naturalne światło na konfesję i całe prezbiterium. Na piętrze znajduje się trójdzielny chór, w części centralnej przeznaczony na organy. Liczne stiuki stanowią dodatkową ozdobę dyskretnego wystroju wewnętrznego. Nawy boczne oświetlają ostrołukowe okna. Wnętrze utrzymane jest w kolorach białym, kości słoniowej i złotym.
Zewnętrznie fasada katedry jest zwieńczona trzema gotyckimi wieżami, które zdobione są koronami. Środkowa wieża posiada trzy korony, boczne po jednej. Kopuła zaś przyozdobiona jest pokaźnych rozmiarów monstrancją, którą adorują cztery anioły, z których każdy ma po 1,2 m wysokości. Kopułę okala napis „Adorujmy Chrystusa Króla panującego nad narodami”.
Świątynia, klasztor i ogrodzenie utrzymane są w szarym kolorze, symbolizującym habit duchownych mariawickich. Liczne podcienia, ostrołukowe okna i drzwi nadają zespołowi świątynno-klasztornemu architektoniczną lekkość. W gmachu klasztornym trzy sale połączono ze świątynią i przeznaczono na trzy chóry sióstr: bogomyślnych, czynnych i służebnych. W stallach prezbiterium katedry biskupi, prezbiterzy i diakoni odmawiali brewiarz i sprawowali adoracje.

## Wyposażenie
W centralnym miejscu świątyni znajduje się jeden biały ołtarz z pozłacanymi detalami. Złocone są też mosiężne lichtarze i kandelabry na ołtarzu. Nad ołtarzem znajduje się złocona konfesja, drewniane zwieńczenie oparte na czterech filarach. Wysoko na konfesji umieszczona jest tiara papieska i dwa skrzyżowane klucze. Umieszczenie tych symboli nad ołtarzem oznacza, że Kościół Starokatolicki Mariawitów najwyższą władzę oddaje Jezusowi Chrystusowi, który często jest wystawiany na ołtarzu w monstrancji podczas adoracji Przenajświętszego Sakramentu. Klucze symbolizują Miłosierdzie Boże. Ławy, podłogi, drzwi są wykonane z dębowego drewna. W nawie bocznej znajduje się jedyny obraz w katedrze – ikona Matki Bożej Nieustającej Pomocy.
W pomieszczeniu klasztornym, w którym mieszkała św. Maria Franciszka Kozłowska urządzona jest Izba Pamięci, zwana Celką Mateczki, w której zgromadzone są pamiątki związane z Jej osobą. W podziemiach świątyni znajdują się groby: św. Marii Franciszki, bpa Romana Marii Jakuba Próchniewskiego, bpa Klemensa Marii Filipa Feldmana, bpa Wacława Marii Bartłomieja Przysieckiego oraz tablica upamiętniająca abpa Jana Marię Michała Kowalskiego, zamęczonego w hitlerowskim obozie koncentracyjnym w Dachau.

## Funkcja
Świątynia Miłosierdzia i Miłości w Płocku jest siedzibą władz zwierzchnich Kościoła Starokatolickiego Mariawitów, diecezji warszawsko-płockiej oraz pełni funkcję kościoła parafialnego dla płockich mariawitów. Klasztor jest domem generalnym dla Zgromadzenia Sióstr Mariawitek i Zgromadzenia Kapłanów Mariawitów. W pomieszczeniach obiektu znajduje się także Wyższe Seminarium Duchowne Kościoła Starokatolickiego Mariawitów. W Świątyni odbywa się codziennie adoracja Przenajświętszego Sakramentu, która rozpoczyna się mszą św. 7:30 a kończy na wieczornych nieszporach o 17:00.
Katedra w Płocku jest jedynym sanktuarium mariawickim, do którego pielgrzymują starokatolicy z całej Europy. Najwięcej osób przyjeżdża na święto odpustowe – 15 sierpnia, jest to dzień Wniebowzięcia Najświętszej Maryi Panny oraz rocznica poświęcenia Świątyni. Wielu pielgrzymów przybywa także na 2 sierpnia – uroczystość Matki Bożej Anielskiej i objawienia światu Dzieła Wielkiego Miłosierdzia oraz na 23 sierpnia – święto Krwi Przenajdroższej Pana Jezusa i Ofiary Mateczki. W Świątyni płockiej odbywają się zazwyczaj uroczystości konsekracyjne biskupów i inne uroczystości ogólnokościelne.
Dla mariawitów jest to miejsce szczególne, bowiem według Dzieła Wielkiego Miłosierdzia dla Świątyni dane są liczne odpusty i błogosławieństwa:

Pan Jezus udzielił zupełnego odpustu i na zawsze odpuszczenia i zapomnienia wszystkich grzechów, win i kary doczesnej. Obiecał wysłuchać wszystkich naszych modlitw i próśb, o ile będą zgodne z wolą Bożą. (...) Powiedział Pan Jezus, że od naszej Świątyni ma się rozpocząć to odbicie nieba na ziemi i nie może w niej mieszkać nic nieczystego. Nie może wyjść ze Świątyni żadne przekleństwo ani złorzeczenie. Nie wolno nic zabijać przy Świątyni Pańskiej. Zniesione są wszystkie pokuty, tylko można zalecać modlitwy i poprawę duszy Dz. W. M., Notatki z roku jubileuszowego 20-28

Uroczyście obchodzono setną rocznicę Objawienia Dzieła Wielkiego Miłosierdzia – 2 sierpnia 1893. 1 sierpnia 1993 odbyło się w świątyni w Płocku koncelebrowane nabożeństwo, w którym uczestniczyli duchowni mariawiccy, przedstawiciele Kościołów należących do Polskiej Rady Ekumenicznej oraz Kościoła rzymskokatolickiego a także biskupi starokatoliccy z Holandii i Stanów Zjednoczonych. Po nabożeństwie odbyła się w ogrodzie okolicznościowa akademia. Na uroczystości licznie przybyli wierni z wszystkich parafii mariawickich w Polsce oraz duża grupa mariawitów francuskich, wraz z biskupem z Paryża.
15 sierpnia 2000 w katedrze mariawickiej w Płocku odbyła się centralna uroczystość Kościoła Starokatolickiego Mariawitów w roku Wielkiego Jubileuszu 2000-lecia przyjścia Zbawiciela na ziemię. Wśród zaproszonych gości obecni byli, m.in.: biskup Sawa – prawosławny metropolita warszawski i całej Polski, bp Stanisław Wielgus – ordynariusz rzymskokatolickiej diecezji w Płocku, bp Maria Andrzej Le Bec – biskup mariawicki z Francji, przedstawiciel Prezydenta Rzeczypospolitej Polskiej oraz reprezentanci władz lokalnych.
Od 1997 w czerwcu organizowane są pielgrzymki dzieci pierwszokomunijnych. 2 maja 2003 miał miejsce pierwszy zjazd maturzystów. 11 maja 2003 w pierwszej pielgrzymce do świątyni w Płocku przybyli członkowie straży pożarnych i pracownicy służb mundurowych.

## Galerie
- Fotagaleria miasta Płocka – Świątynia Miłosierdzia i Miłości. plock24.pl. [zarchiwizowane z tego adresu (2009-05-04)].
- Urząd Miasta Płocka – zdjęcia i panorama katedry. mapa.studiopasja.pl. [zarchiwizowane z tego adresu (2009-05-03)].
- Sztuka sakralna Płocka – Katedra Mariawitów
- Galeria zdjęć oficjalnej stronie Kościoła Starokatolickiego Mariawitów
- Wirtualny spacer po Katedrze